# Eleanor Coppola
Eleanor Jessie Neil Coppola (ur. 4 maja 1936 w Los Angeles, zm. 12 kwietnia 2024 w Rutherford) – amerykańska producentka filmowa, operatorka filmowa oraz scenarzystka. Żona reżysera Francisa Ford Coppoli. Matka Gian-Carla, Romana i Sofii Coppoli. Siostra Billa Neila. Znana jest z występu wraz z rodziną w filmie dokumentalnym Serce ciemności.

## Wczesne życie
Eleanor Coppola urodziła się jako Eleanor Jessie Neil 4 maja 1936 w Los Angeles. Jej ojciec, który był rysownikiem politycznym dla Los Angeles Examiner, zmarł gdy miała 10 lat. Potem wraz z matką przeprowadziła się do Sunset Beach w Kalifornii. Ukończyła UCLA i była członkiem bractwa kobiecego Alpha Chi Omega.
Podczas pracy na planie filmu Obłęd, poznała swojego przyszłego męża Francisa Ford Coppolę. Była ona wtedy asystentem reżysera, a dla Francisa Ford Coppoli był to reżyserski debiut. Wkrótce zostali parą, kiedy na początku 1963 roku dowiedziała się, że jest w ciąży. Początkowo chciała oddać dziecko do adopcji, ale Coppola był innego zdania. Wzięli razem ślub w Las Vegas w tym samym roku i urodził im się pierwszy syn Gian-Carlo Coppola. Następnie w ich małżeństwie na świat przyszli Roman i Sofia.

## Kariera filmowa
Eleanor Coppola występowała w filmach wyreżyserowanych przez członków jej rodziny. Pracowała głównie w filmach dokumentalnych jako reżyserka, operatorka filmowa, producentka filmowa, kamerzystka, i scenarzystka.
W 1976 roku nagrywała film reżyserowany przez jej męża Czas apokalipsy. Wiele lat później na podstawie tego filmu Eleanor Coppola wydała książkę pt. Notes on the Making of Apocalypse Now, a w 1991 roku wyreżyserowała wraz z Faxem Bahrem i George'em Hickenlooperem film dokumentalny pt. Serce ciemności (Hearts of Darkness: A Filmmaker's Apocalypse), za co otrzymała nagrodę Emmy oraz nominację do nagrody DGA w 1992 roku.

## Kariera pisarska
Eleanor Coppola napisała dwie książki, które były chętnie czytane w Stanach Zjednoczonych. Jej pierwsza książka nosi tytuł Notes on the Making of Apocalypse Now, która nawiązuje do filmu Czas apokalipsy.
Większą popularnością cieszyła się książka pt.Notes on a Life, w której jest opisane ponad trzydzieści lat jej życia m.in. metody wychowawcze wobec dzieci, podróże zawodowe męża. Książka składa się z krótkich fragmentów z każdego dnia począwszy od śmierci syna 22-letniego Gian-Carlo do narodzin wnuczki Gii.

## Śmierć
Zmarła 12 kwietnia 2024 w swoim domu w Rutherford w Kalifornii, w otoczeniu rodziny.

## Filmografia
| Rok  | Film                                                              | Rola                    |
| ---- | ----------------------------------------------------------------- | ----------------------- |
| 1962 | Obłęd                                                             | Asystentka reżysera     |
| 1991 | Serca ciemności                                                   | Reżyserka               |
| 1996 | A Visit to China’s Miao Country                                   | Reżyserka               |
| 2002 | On the Set of 'CQ'                                                | Kamerzystka             |
| 2002 | Teknolust                                                         | Operatorka kamery       |
| 2006 | A Million Feet of Film: The Editing of Apocalypse Now             | Fotografka              |
| 2006 | Heard Any Good Movies Lately?: The Sound Design of Apocalypse Now | Fotografka              |
| 2006 | The Birth of 5.1 Sound                                            | Fotografka              |
| 2006 | The Music of Apocalypse Now                                       | Fotografka              |
| 2007 | The Making of ‘Marie Antoinette’                                  | Reżyserka               |
| 2007 | Francis Ford Coppola Directs 'John Grisham's The Rainmaker'       | Reżyserka               |
| 2007 | Coda: Thirty Years Later                                          | Reżyserka, scenarzystka |